# Институт инфекционных заболеваний
Институт инфекционных заболеваний (англ. Infectious Diseases Institute, IDI) — некоммерческая организация при Университете Макерере в Уганде, целью которой является укрепление систем здравоохранения в Африке с упором на инфекционные заболевания посредством проведения исследований и развития потенциала. Институт оказывает помощь людям, живущим с ВИЧ и другими инфекционными заболеваниями и проводит соответствующие исследования.

## Концепция
Институт был создан в 2002 году как академическое государственно-частное партнерство, в состав которого вошли Медицинская школа Университета Макерере, Национальная специализированная больница Мулаго, Министерство здравоохранения Уганды, компания Pfizer. В числе учредителей была также группа экспертов по инфекционным заболеваниям из Уганды и Северной Америки под названием Академический альянс по уходу и профилактике СПИДа в Африке (англ. Academic Alliance for AIDS Care and Prevention in Africa), которая в 2008 году была переименован в Accordia Global Health Foundation.

## Структура
Институт зарегистрирован как некоммерческая компания без акционерного капитала. В 2004 году Университет Макерере стал единственным гарантом Института. В 2009 году с созданием Колледжа медицинских наук в Университете Макерере институт стал неотъемлемой частью Школы медицины в составе Колледжа. Институт также поддерживает тесные отношения с Министерством здравоохранения Уганды посредством поддержки региональных больниц и других ключевых функций и учреждений Министерства здравоохранения.

## Деятельность
Институт работает партнерстве с CDC, ViiV, USAID, Gates Foundation и другими, программы IDI действуют в 70% округов Уганды. Основные направления работы: 
- оказывает поддержку более 100 000 ВИЧ-инфицированных в городских и сельских районах Уганды,
- обучает около 1500 работников здравоохранения со всей Африки по таким направлениям, как ВИЧ/СПИД и туберкулез, малярия, лабораторные услуги, фармацевтика[6],
- опубликовал более 500 научных статей в рецензируемых журналах,
- проводит ежегодно около 160 000 медицинский тестов[7].

## Награды
- Премия Африканского общества лабораторной медицины (ASLM) за лучшую практику в лабораторной практике (2012 г.), присуждена центральной лаборатории MU-JHU/IDI[8]
- Премия за инновации Центра передового опыта Африканской сети инноваций в области лекарственных средств и диагностики (ANDI) (2011 г.), финансируемая Экономической комиссией ООН для Африки (ЭКА ООН)[9]
- Премия «Лаборатория года» по версии Medical Laboratory Observer (второе место, 2008)[10]